# Оре (Франция)
Оре (фр. Auray, брет. An Alre) — коммуна на северо-западе Франции, находится в регионе Бретань, департамент Морбиан, округ Лорьян, центр кантона Оре. Расположена в 16 км к западу от Вана и в 40 км к востоку от Лорьяна, на обоих берегах реки Оре. Через территорию коммуны проходит национальная автомагистраль N165. На севере коммуны находится железнодорожная станция Оре линии Савене-Ландерно.
Население (2019) — 14 141 человек.

## История
Поселок Оре возник на краю плато, возвышающимся над ривьерой Оре (иначе, река Лош) и вырастал в двух направлениях — собственно Оре на плато на правом берегу ривьеры и Сен-Густан на противоположном берегу. Сеньория Оре принадлежала графам Генган, а с 1034 года — герцогам Бретани. В 1168 году Оре был занял английскими войсками под командованием короля Генриха II.
В 1201 году в Оре был построен замок, ставший впоследствии местом пребывания нескольких бретонских герцогов. Во время правления герцога Жана I Рыжего в Оре в 1286 и 1287 годах заседала Счетная палата Бретани. В 1289 году его сын Жан II собрал там свой парламент.
В 1341 году Карл де Блуа, претендент на бретонскую корону, завладел Оре . Здесь же он погиб 29 сентября 1364 года в битве при Оре, после чего Война за Бретонское наследство закончилась победой англичан и дома Монфор.
30 октября 1442 года в замке Оре герцог Бретонский Франциск I женился на Изабелле Шотландской. Впоследствии замок потерял свое значение, был заброшен и постепенно развалился. В 1559 году он был снесен, а его камни были использованы для строительства форта на острове Бель-Иль. Сохранилась только крепостная стена вдоль реки Лош.
В 1626 году в Оре был основан монастырь капуцинов, а в 1632 построен монастырь клариссинок.
Бенджамин Франклин высадился в порту Сент-Густан 3 декабря 1776 года в начале войны за независимость США, чтобы обратиться за военной помощью к Франции Людовику XVI.
В 1795 году, после провала Кибронской экспедиции и капитуляции эмигрантов 21 июля, большая часть пленных была направлена в Оре. По приговору военных комиссий с участием горожан 7505 человек были расстреляны на лугу в Бреке, на западном берегу реки Лош, называемом с тех пор «Поле мучеников», и похоронены в этом месте. В 1829 году их останки были эксгумированы и захоронены в пещере мемориальной часовни чертозы Оре на территории коммуны Брек.

## Достопримечательности
- Крепостная стена XIII, часть бывшего шато Оре
- Церковь Святого Гильды
- Часовня Нотр-Дам-де-Лурд XIX века
- Каменный мост XV века и старинный район Сен-Густан на берегу реки Оре
- Здание мэрии XVIII века
- Мавзолей вождя шуанов Жоржа Кадудаля, уроженца соседнего Брека

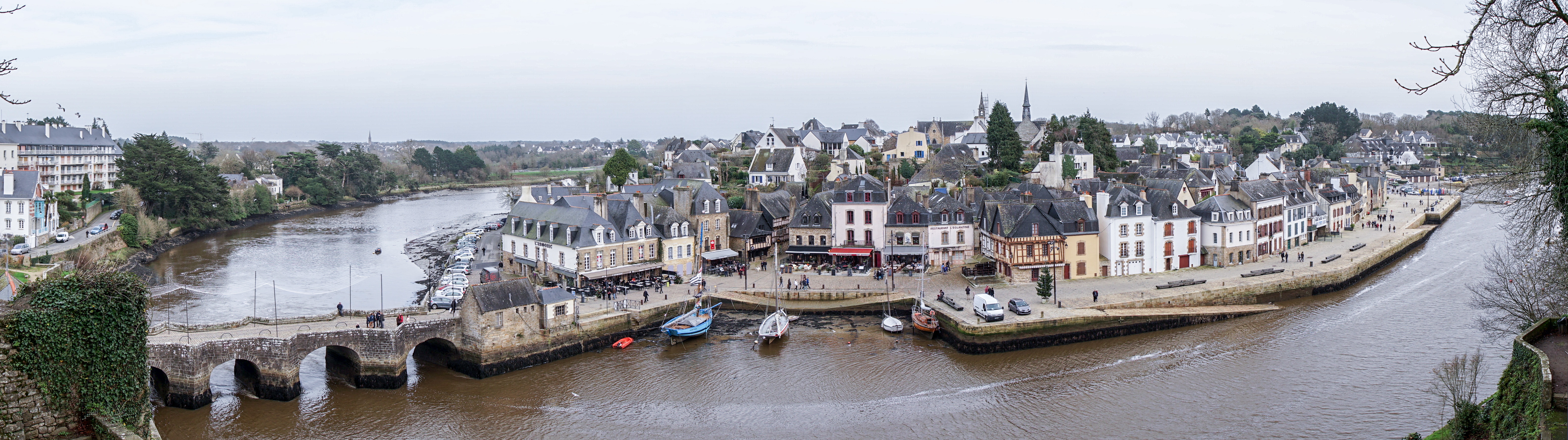
Вид на реку Оре, каменный мост и Сен-Густан

## Экономика
Структура занятости населения:
- сельское хозяйство — 0,6 %
- промышленность — 8,6 %
- строительство — 3,9 %
- торговля, транспорт и сфера услуг — 50,7 %
- государственные и муниципальные службы — 36,3 %

Уровень безработицы (2018) — 15,6 % (Франция в целом —  13,4 %, департамент Морбиан — 12,1 %). 

Среднегодовой доход на 1 человека, евро (2018) — 21 240 (Франция в целом — 21 730, департамент Морбиан — 21 830).

## Демография
Динамика численности населения, чел.

## Администрация
Пост мэра Оре с 2020 года занимает Клер Мессон (Claire Masson). На муниципальных выборах 2020 года возглавляемый ею левый список победил во 2-м туре, получив 42,61 % голосов (из четырёх списков).
| Период | Период | Фамилия            | Партия                        | Примечания                            |
| ------ | ------ | ------------------ | ----------------------------- | ------------------------------------- |
| 1970   | 1977   | Марсель Ле Желебар | Разные правые                 |                                       |
| 1977   | 1995   | Мишель Наэль       | Разные правые                 | член Генерального совета департамента |
| 1995   | 2012   | Мишель Ле Скуарнек | Коммунистическая партия       | школьный учитель, сенатор             |
| 2012   | 2014   | Ги Руссель         | Разные левые                  | инженер-проектировщик                 |
| 2014   | 2018   | Жан Дюмулен        | Союз демократов и независимых | глава компании                        |
| 2018   | 2020   | Жозеф Рошель       | Разные правые                 | инженер-диспетчер аэронавигации       |
| 2020   |        | Клер Массон        | Европа Экология Зелёные       | преподаватель математики              |

## Спорт
С 1985 года в феврале в городе проходит престижный теннисный турнир Open Super 12.

## Города-побратимы
- Уттинг-ам-Аммерзе, Германия
- Юссель, Франция

## Уроженцы
- Адольф Иванович Пако (1800—1860), лектор французского языка и словесности в Московском университете

## Галерея

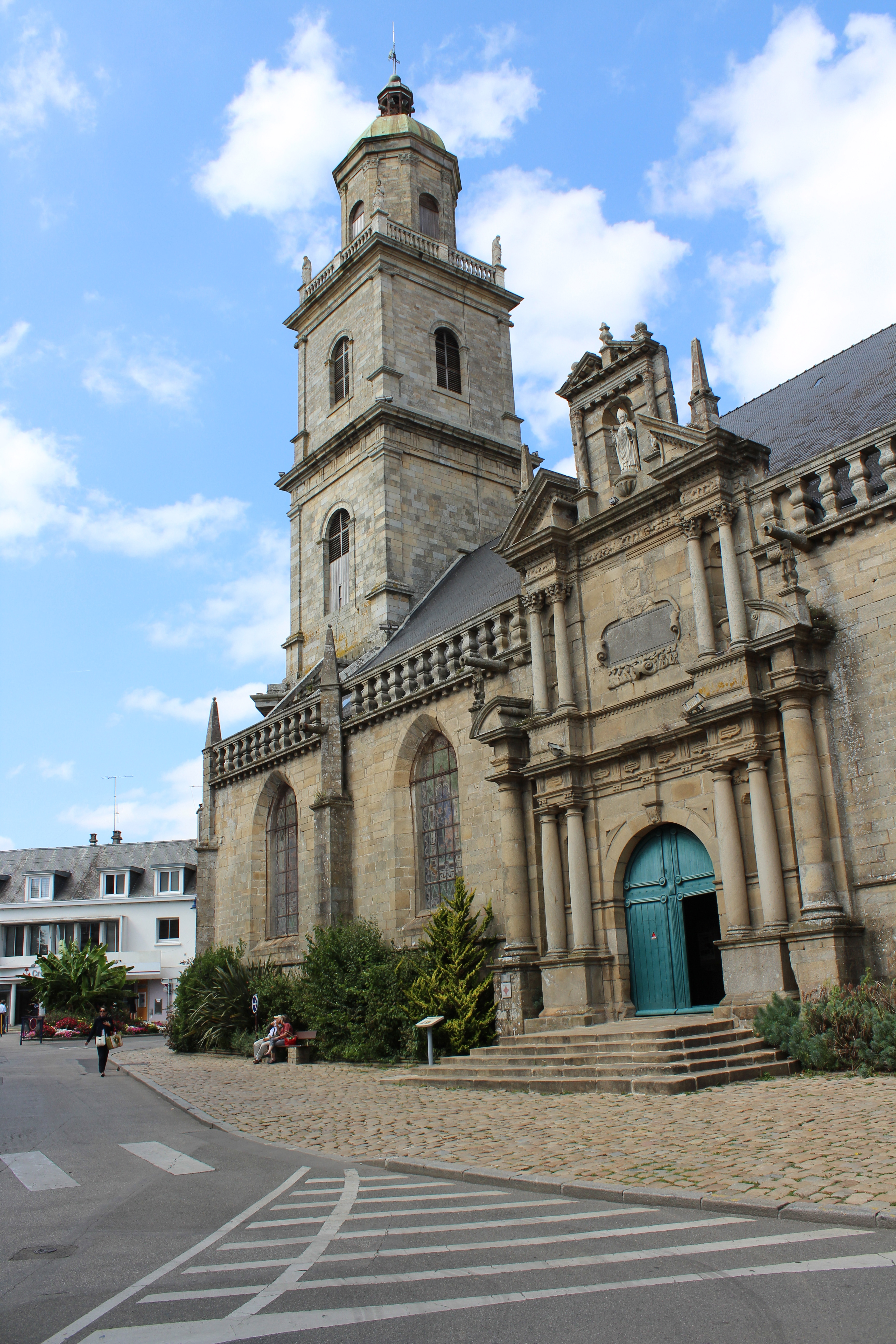
Церковь Святого Гильды
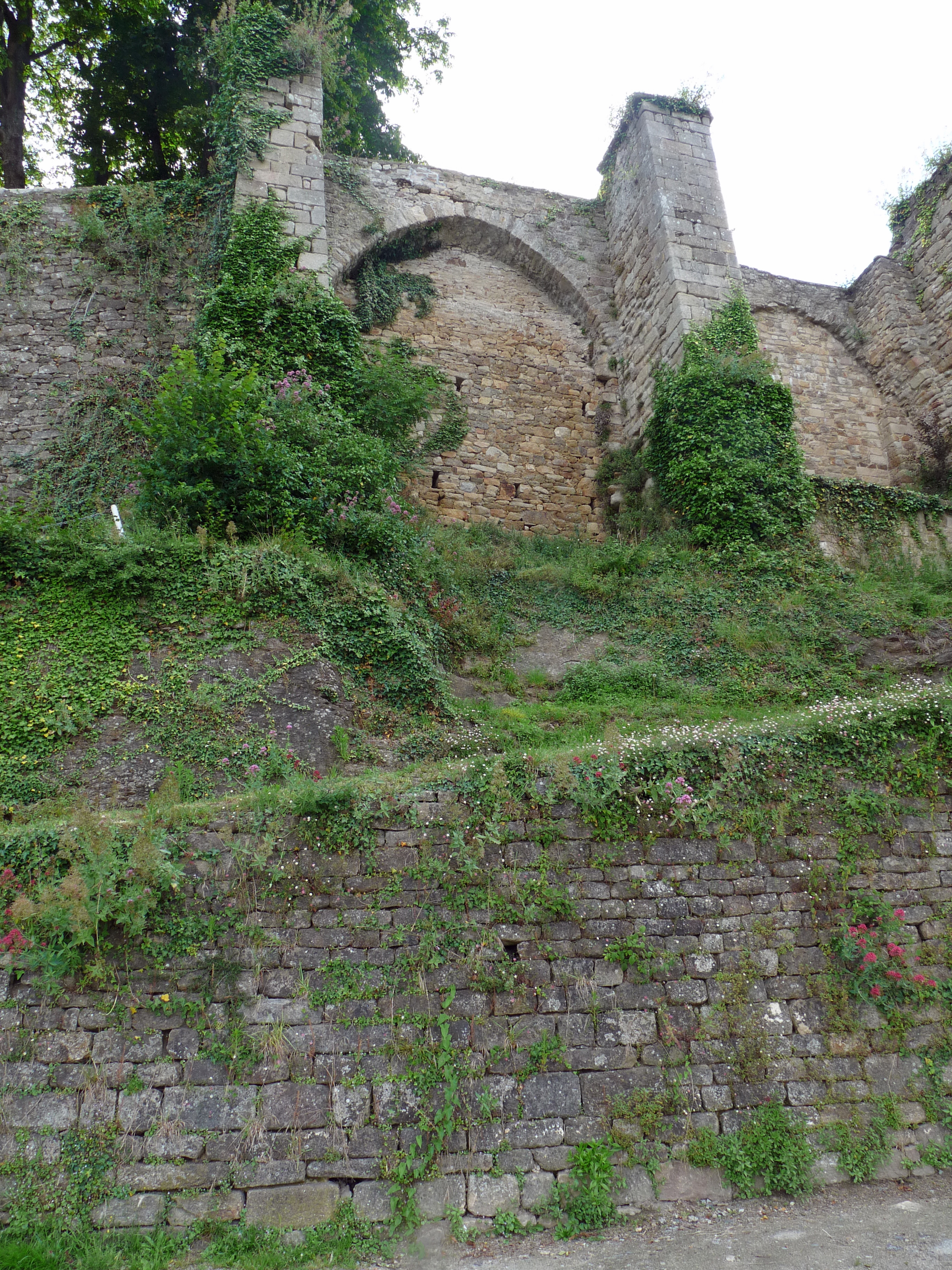
Крепостная стена
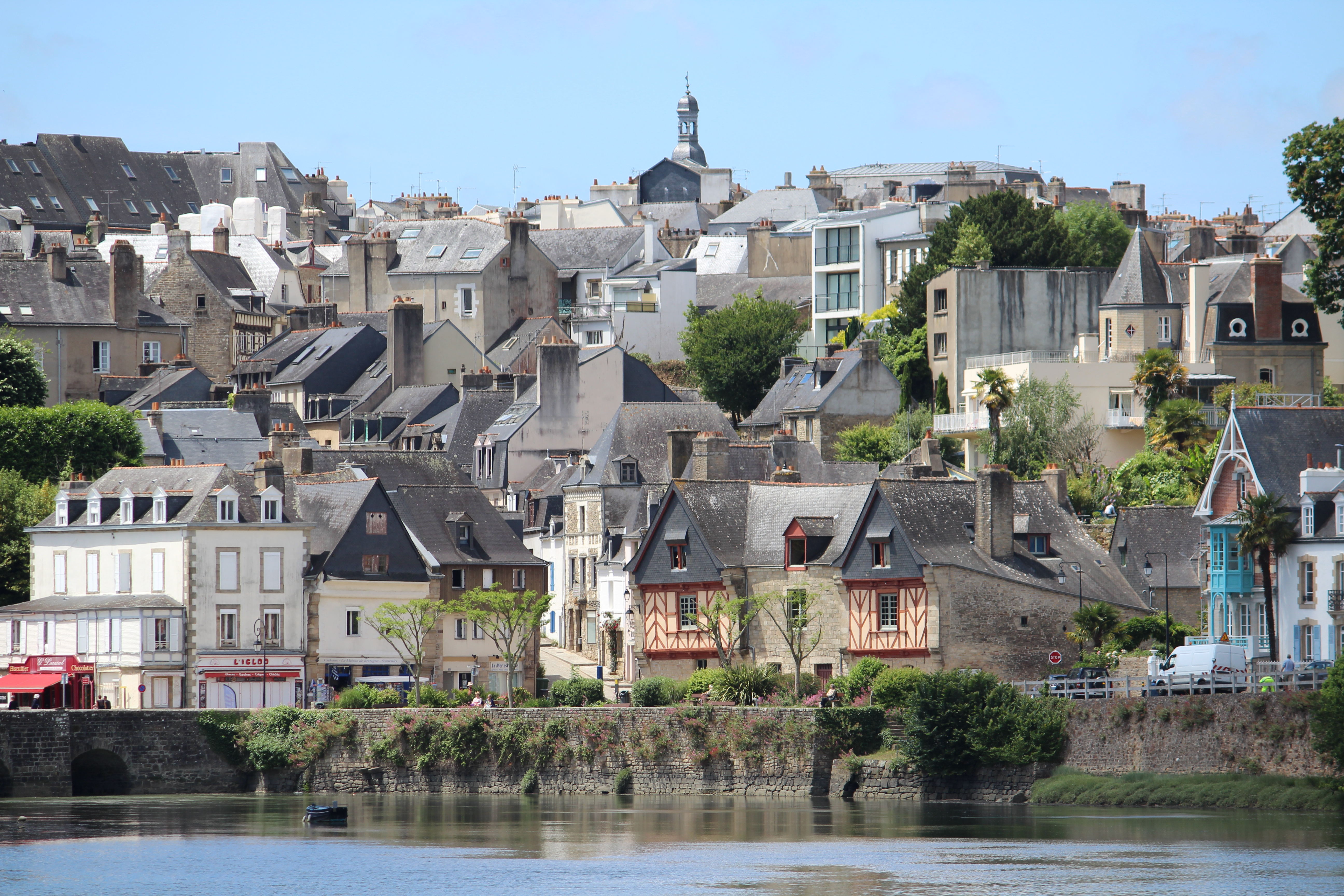
Вид на Оре с реки
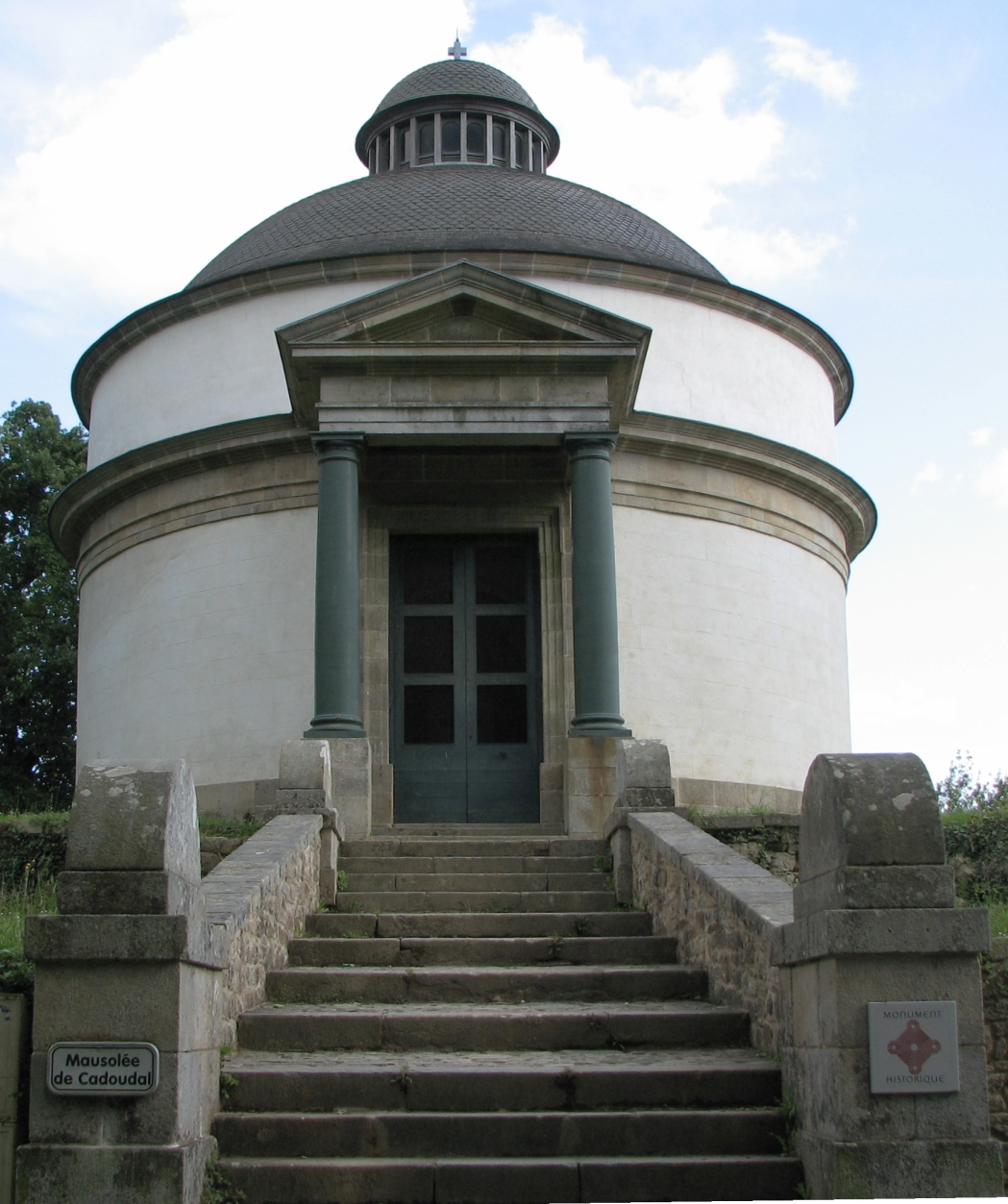
Мавзолей Кадудаля
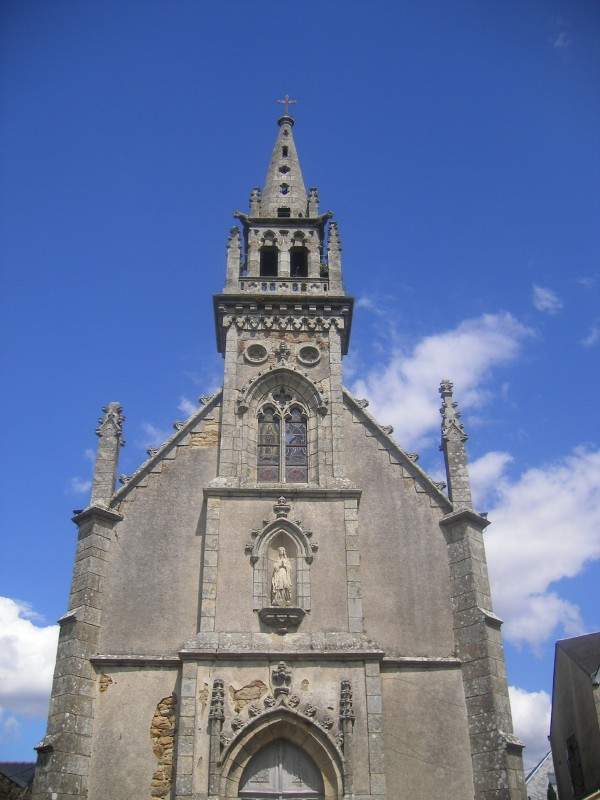
Часовня Нотр-Дам-де-Лурд
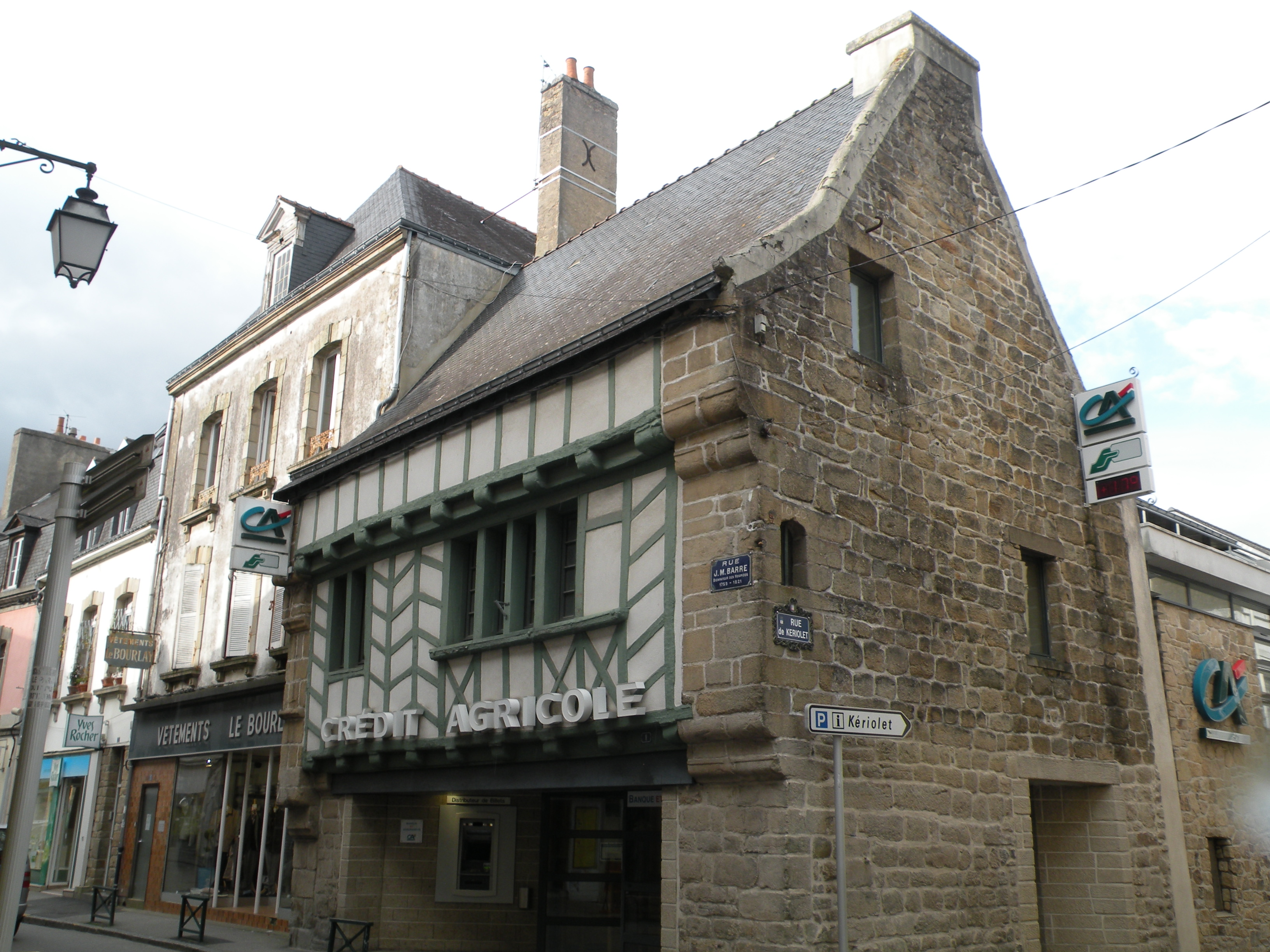
Средневековый фахверковый дом